# إريك ك. ستيرن
إريك ك. ستيرن (بالإنجليزية: Erich C. Stern)‏ هو سياسي أمريكي، ولد في 8 فبراير 1879، وتوفي في 18 فبراير 1969. حزبياً، نشط في الحزب الجمهوري. وقد انتخب عضو جمعية ولاية ويسكونسن.